# بريان (صنعاء)

تعديل مصدري - تعديل

بريان هي إحدى قرى مديرية بني حشيش التابعة لمحافظة صنعاء اليمنية، بلغ تعداد سكانها 1477 نسمة حسب الإحصاء الذي أجري عام 2004.